# Ruote decadiche
Le ruote decadiche (altrimenti dette tamburelli) sono il meccanismo alla base dei totalizzatori numerici presenti sul quadrante di svariati strumenti di misura che conteggiano il progredire (o anche il regredire) di una grandezza fisica (e non solo), quali contatori, contachilometri, odometri, altimetri, calcolatrici elettromeccaniche, ecc.

## Funzionamento

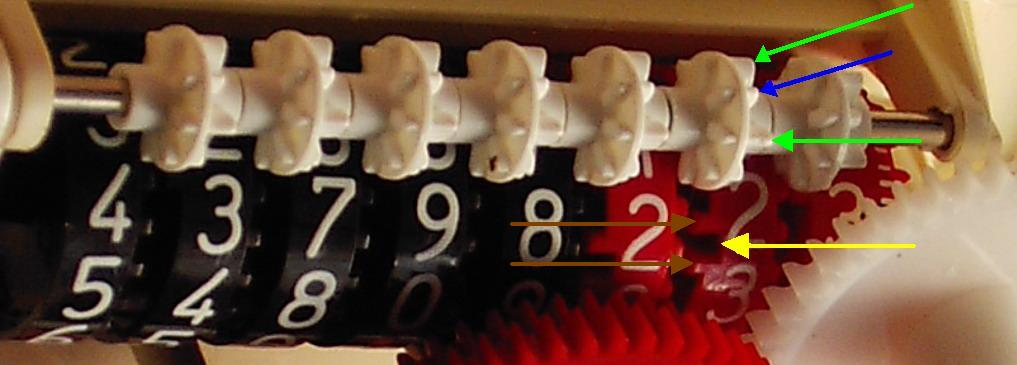

La foto raffigura una serie di otto ruote numerate, tra le quali sono intercalate sette rotelline dentate di colore bianco, libere di rotare intorno a un sottile asse), le quali recano 
- a destra: quattro denti più sporgenti (maggiori, indicati dalle frecce verdi) ai quali se ne alternano quattro meno sporgenti (minori; uno è indicato dalla freccia blu)
- a sinistra: otto denti minori, in corrispondenza di quelli a destra. Sono questi che trasmettono il moto alla ruota d'ordine superiore

Lungo la circonferenza di ciascuna ruota numerata vi sono 
- a destra: venti denti, che ricevono il moto dalle rotelline bianche (tranne la ruota più a destra)
- a sinistra: due sporgenze (superiore e inferiore, tra le cifre "2" e "3", indicate dalle frecce color marrone). La distanza tra le sporgenze è uguale a quella tra i denti. Queste sporgenze trasmettono il proprio moto alle rotelline

La ruota decadica più a destra è mossa da un pignoncino che si ingrana nei denti sul lato destro (un dente rosso è visibile in figura, in corrispondenza delle tacche bianche). Quando la sporgenza superiore di una qualsiasi ruota decadica viene a trovarsi a contatto con uno dei denti minori della corrispondente rotellina bianca, le trasmette il proprio moto, facendola rotare a sua volta. Il dente che corrisponde a sinistra nella rotellina sospinge la ruota numerata d'ordine superiore. Il dente maggiore di destra ingrana poi nell'incavo (indicato dalla freccia gialla) sotto la sporgenza superiore. La sporgenza inferiore, entrando in contatto con il dente maggiore, muove ulteriormente la rotellina, che a sua volta trascina la ruota numerata d'ordine superiore. Il meccanismo è dimensionato in modo che ad un quarto di giro delle rotelline bianche corrisponda un decimo di giro delle ruote numerate: in entrambi i casi la lunghezza sottesa dagli archi è pari al doppio della distanza tra due denti consecutivi. Siccome sono presenti solo due sporgenze sul lato sinistro delle ruote numerate, la ruota d'ordine superiore avanzerà di un decimo per ogni giro di quella inferiore. La presenza di un solo incavo nel quale deve ingranarsi il dente maggiore impedisce che le ruote numerate possano girare indipendentemente (a scopi fraudolenti), a meno che non venga lesa l'integrità dell'equipaggiamento. Di conseguenza il meccanismo raffigurato e descritto non può essere riazzerato semplicemente azionando una camma, come i pedometri.

## Curiosità
Secondo una leggenda metropolitana talvolta l'azzeramento di una ruota porta la ruota d'ordine superiore ad avanzare di due cifre anziché una.